# Acrocercops largoplaga
Acrocercops largoplaga is een vlinder van de familie van de mineermotten (Gracillariidae). De wetenschappelijke naam van deze soort is voor het eerst voorgesteld door Henry Legrand in een publicatie uit 1966.
De soort komt voor op de Seychellen.